# الحق في السلع الرئيسية

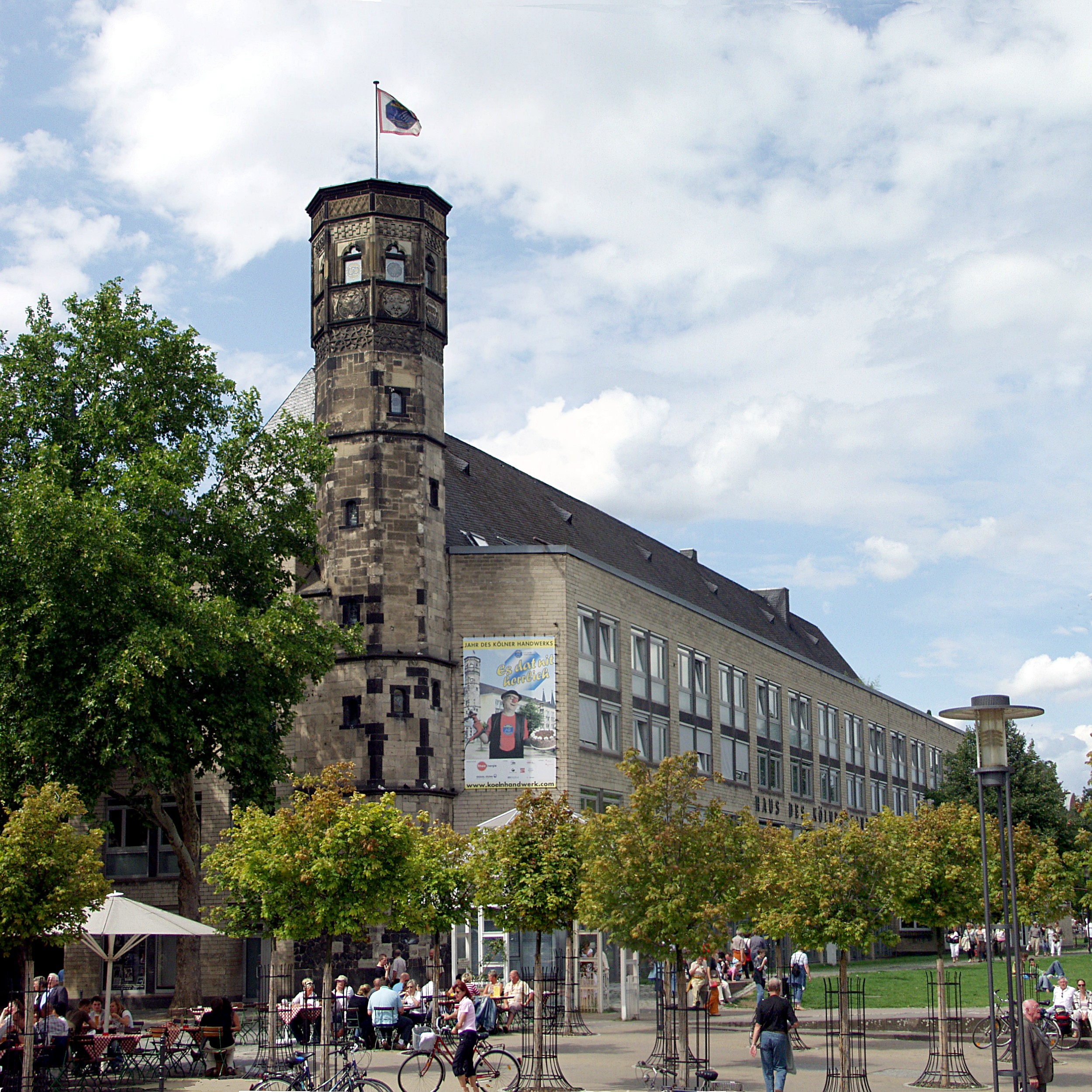

الحق في السلع الرئيسية (يُشار إليه أيضًا باسم حق التعبئة أو حق التخزين، وكلاهما من الألمانية Stapelrecht) هو حق منذ العصور الوسطى تم منحه لموانئ معينة وهي موانئ السلع الرئيسية، والذي يطالب المراكب أو السفن التجارية بتفريغ بضائعها في الميناء وعرضها للبيع لفترة محددة، غالبًا ما تكون هذه الفترة ثلاثة أيام. ولا يُسمح للتاجر بإعادة تحميل شحنته والسفر مع باقي الحمولة التي لم يتم بيعها إلا بعد إعطاء هذا الخيار للمستهلكين المحليين. وفي بعض الأحيان، يتم منح حقوق محدودة في السلع الرئيسية للبلدان الواقعة على طول الطرق التجارية الرئيسية، على سبيل المثال، جورلتز (Görlitz) والتي يتم إعطاؤها الحق في البضائع الأساسية للملح والخشب.

## ألمانيا
يمكن مقارنة الحق في البضائع الرئيسية بـحق السوق (الحق في السيطرة على سوق منتظمة) باعتباره هامًا للغاية لتحقيق الازدهار الاقتصادي في المدن الواقعة على الأنهار والتي تمتلك الحق، مثل لايبزيغ (Leipzig) أو ماينز (Mainz) أو كولونيا (حيث يظل بيت البضائع الأساسية (Stapelhaus) قائمًا للتذكير بالحق السابق). وفي الوقت نفسه فقد أقام سدًا قويًا ضد التجارة بعيدة المدى نظرًا لزيادة التكاليف والوقت اللازم لتفريغ وتحميل السفن - لا سيما لأن النهر قد يكون له العديد من المدن التي تمتلك الحق الأساسي على التوالي. وهذا يؤثر بشكل خاص على نقل البضائع القابلة للتلف مثل المواد الغذائية، على الرغم من أن التجار يمكنهم دفع رسوم لتجنب الاضطرار لعرض بضاعاتهم، وبالتالي تحويل الحق الأساسي إلى شكل من أشكال الضريبة التجارية، مع الحصول على نتائج مماثلة، لكنها أقل حدة.
وقد قام تشارلز الأكبر (الذي حكم من 768 - 814)، في حين قرر مركز مؤتمرات فيينا إلغاء الحق الأساسي في عام 1815، وقد تم تطبيق هذا على نهر الراين (Rhine) من خلال ماينزر أكتي (Mainzer Akte) في عام 1831 وعلى ألمانيا بأكملها من خلال الاتحاد الجمركي الألماني في عام 1834.[بحاجة لمصدر]

## وصلات خارجية
- Finance and trade under Edward III - The estate of merchants, 1336-1365, IV - 1355-65